# Comuna Iurînți, Horodok
Iurînți (în ucraineană Юринці) este o comună în raionul Horodok, regiunea Hmelnîțkîi, Ucraina, formată din satele Iurînți (reședința), Oleksandrivka, Pokrovka, Satanivka și Zverhivți.

## Demografie
Componența lingvistică a comunei Iurînți
     Ucraineană (98,57%)
     Rusă (1,31%)
     Alte limbi (0,12%)
Conform recensământului din 2001, majoritatea populației comunei Iurînți era vorbitoare de ucraineană (98,57%), existând în minoritate și vorbitori de rusă (1,31%).